# Clear Lake (Wisconsin)
Clear Lake es una villa ubicada en el condado de Polk en el estado estadounidense de Wisconsin. En el Censo de 2010 tenía una población de 1.070 habitantes y una densidad poblacional de 136,71 personas por km².

## Geografía
Clear Lake se encuentra ubicada en las coordenadas 45°15′5″N 92°16′9″O / 45.25139, -92.26917. Según la Oficina del Censo de los Estados Unidos, Clear Lake tiene una superficie total de 7.83 km², de la cual 7.62 km² corresponden a tierra firme y (2.61%) 0.2 km² es agua.

## Demografía
Según el censo de 2010, había 1.070 personas residiendo en Clear Lake. La densidad de población era de 136,71 hab./km². De los 1.070 habitantes, Clear Lake estaba compuesto por el 97.38% blancos, el 0% eran afroamericanos, el 0.09% eran amerindios, el 0.19% eran asiáticos, el 0% eran isleños del Pacífico, el 0.93% eran de otras razas y el 1.4% pertenecían a dos o más razas. Del total de la población el 2.8% eran hispanos o latinos de cualquier raza.